# Spansk stjärnlök
Spansk stjärnlök (Ornithogalum pyrenaicum) är en sparrisväxtart som först beskrevs av Carl von Linné. Enligt Catalogue of Life och  Dyntaxa ingår Spansk stjärnlök i släktet stjärnlökar och familjen sparrisväxter. Arten förekommer tillfälligt i Sverige, men reproducerar sig inte. Inga underarter finns listade i Catalogue of Life.

## Bildgalleri

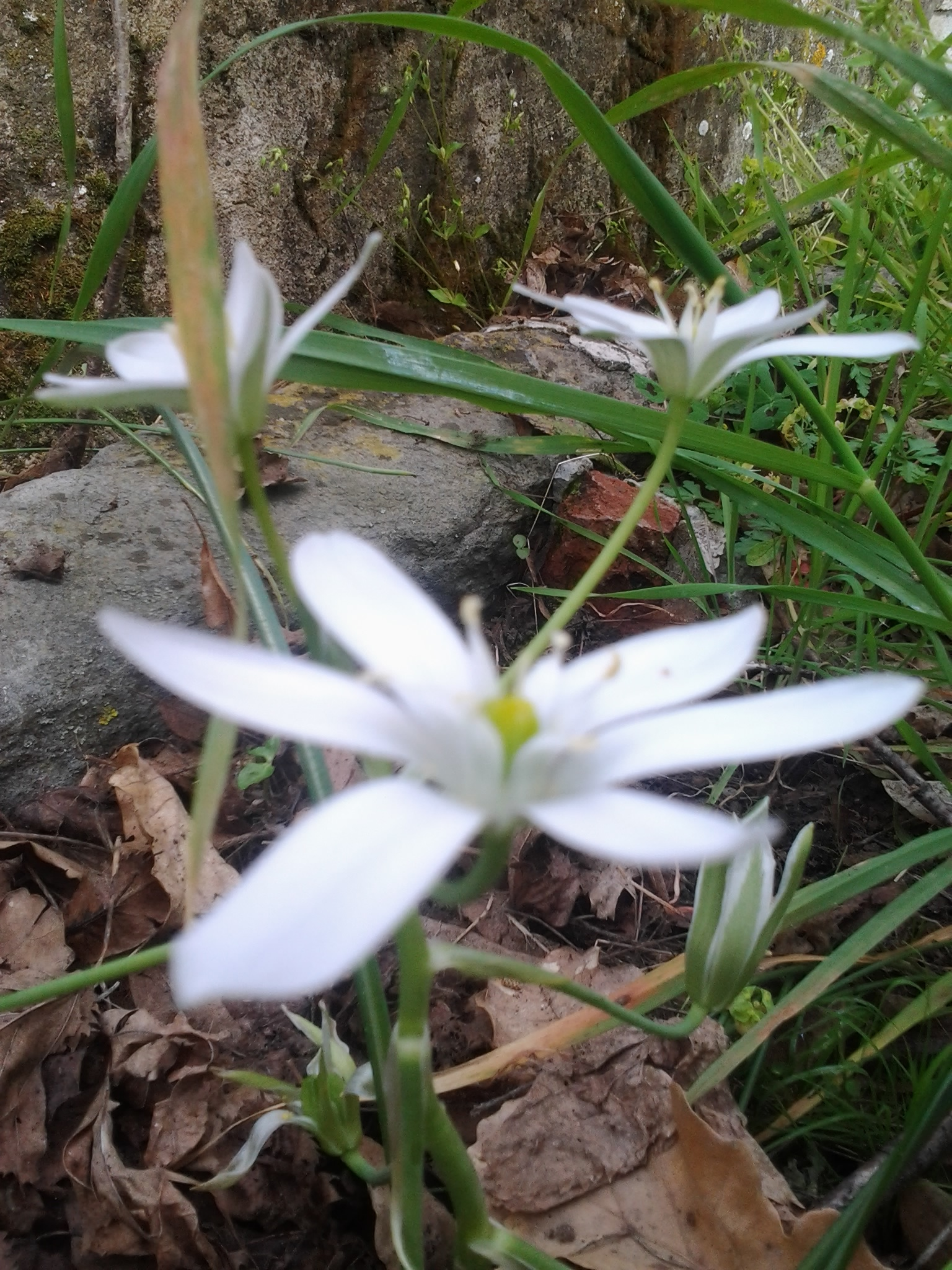